# Hôpital universitaire de Zurich

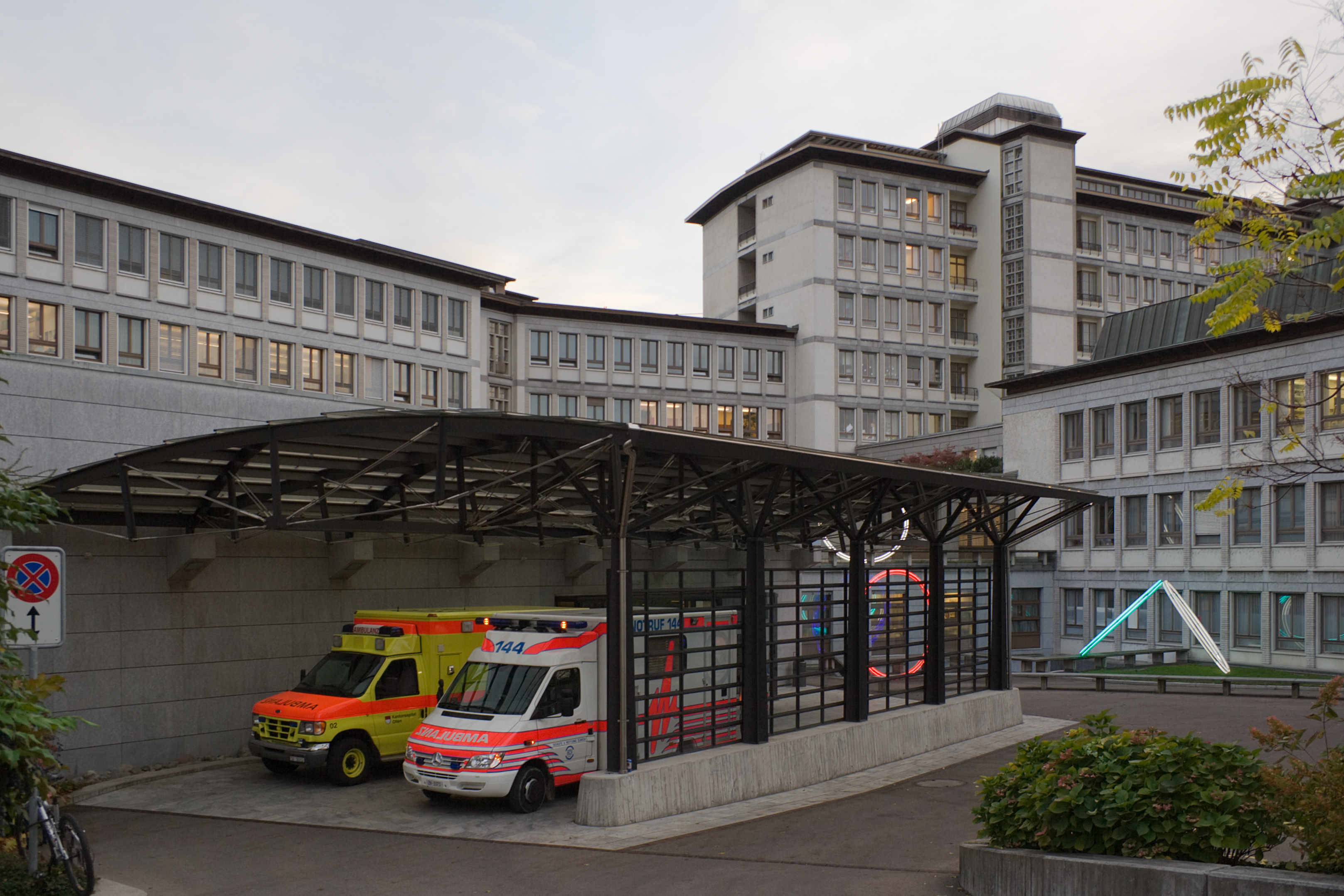
Entrée des Urgences

L'hôpital universitaire de Zurich, appelé en allemand UniversitätsSpital Zürich, est le centre hospitalier universitaire de Zurich en Suisse. Ce dernier comprend 43 divisions et instituts, pour 8 000 employés et une moyenne de 169 000 patients par an.
La première structure hospitalière, qui deviendra ensuite l'hôpital universitaire, est fondée en 1204 sur le site[réf. souhaitée] ; au fil du temps le bâtiment est finalement devenu l'hôpital Universitaire. Le nom, la disposition des bâtiments ainsi que leurs localisations ont depuis changé à de nombreuses reprises.
En 2010, l'hôpital universitaire de Zurich est le premier centre médical au monde à utiliser le système TrueBeam pour traiter le cancer.
Dans la fiction de Grey’s anatomy, le Dr Cristina Yang quittera le Grey Sloan Memorial (hôpital fictif) pour l’hôpital de Zurich en tant que chef de la chirurgie.